# Achilles-Zahl

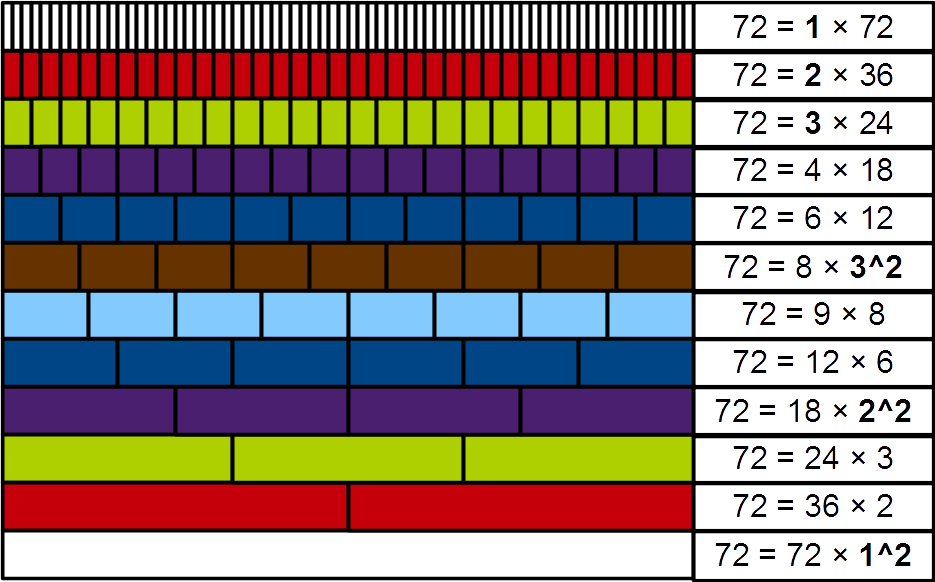
72 ist eine Achilles-Zahl, dargestellt mit Cuisenaire-Stäbchen

Eine Achilles-Zahl {\displaystyle n} ist eine potente Zahl, die keine perfekte Potenz ist. Bei potenten Zahlen {\displaystyle m} ist mit jedem Primteiler {\displaystyle p} von {\displaystyle m} auch {\displaystyle p^{2}} ein Teiler von {\displaystyle m}. Somit muss auch jeder Primfaktor der Achilles-Zahl {\displaystyle n} mindestens zur zweiten Potenz in seiner Faktorisierung vorkommen.
Eine starke Achilles-Zahl ist eine Achilles-Zahl, deren Totient ebenfalls eine Achilles-Zahl ist.
Der Namensgeber Henry Bottomley benannte die Zahlen nach Achilleus, der „powerful but imperfect“ (also mächtig, aber unvollkommen) gewesen sei.

## Beispiele
- Die Zahl {\displaystyle 784=2^{4}\cdot 7^{2}} ist keine Achilles-Zahl, weil man diese Zahl auch als perfekte Potenz der Form {\displaystyle m^{k}} darstellen kann: {\displaystyle 784=28^{2}}.

- Die kleinste Achilles-Zahl lautet:

{\displaystyle 72=9\cdot 8=3^{2}\cdot 2^{3}}
Die Zahl 72 ist aber keine perfekte Potenz, weil sie nicht darstellbar ist in der Form {\displaystyle m^{k}}.
- Die kleinsten Achilles-Zahlen lauten:

72, 108, 200, 288, 392, 432, 500, 648, 675, 800, 864, 968, 972, 1125, 1152, 1323, 1352, 1372, 1568, 1800, 1944, 2000, 2312, 2592, 2700, 2888, 3087, 3200, 3267, 3456, 3528, 3872, 3888, 4000, 4232, 4500, 4563, 4608, 5000, … (Folge A052486 in OEIS)
- Das kleinste Paar direkt aufeinanderfolgender Achilles-Zahlen lautet:[2]

{\displaystyle 5.425.069.447=7^{3}\cdot 41^{2}\cdot 97^{2}}
{\displaystyle 5.425.069.448=2^{3}\cdot 26041^{2}}
- Die kleinsten {\displaystyle n}, für welche sowohl {\displaystyle n} als auch {\displaystyle n+1} Achilles-Zahlen sind, lauten:

5425069447, 11968683934831, 28821995554247, 48689748233307, … (Folge A272714 in OEIS)
- Das kleinste Paar ungerader aufeinanderfolgender Achilles-Zahlen lautet:

{\displaystyle 13.837.575.261.123=3^{5}\cdot 71^{2}\cdot 3361^{2}}
{\displaystyle 13.837.575.261.125=5^{3}\cdot 7^{2}\cdot 11^{2}\cdot 29^{2}\cdot 149^{2}}
- Die kleinste starke Achilles-Zahl ist {\displaystyle n=500=2^{2}\cdot 5^{3}}. Es gibt zu dieser Zahl {\displaystyle n=500} genau 200 teilerfremde natürliche Zahlen, die nicht größer als {\displaystyle n=500} sind. Somit gilt für den Totient (also für die Eulersche Phi-Funktion) von 500:

{\displaystyle \varphi (500)=200=2^{3}\cdot 5^{2}}
Weil {\displaystyle \varphi (500)=200} keine perfekte Potenz ist, aber jeder Primfaktor mindestens zur zweiten Potenz in der Faktorisierung vorkommt, ist sie ebenfalls eine Achilles-Zahl. Somit ist {\displaystyle n=500} sogar eine starke Achilles-Zahl.
- Die kleinsten starken Achilles-Zahlen lauten:

500, 864, 1944, 2000, 2592, 3456, 5000, 10125, 10368, 12348, 12500, 16875, 19652, 19773, 30375, 31104, 32000, 33275, 37044, 40500, 49392, 50000, 52488, 55296, 61731, 64827, 67500, 69984, 78608, 80000, 81000, 83349, 84375, 93312, 108000, … (Folge A194085 in OEIS)

## Eigenschaften
- Nicht jede potente Zahl ist eine Achilles-Zahl.

Beweis:
{\displaystyle m^{k}} mit {\displaystyle m,k\in \mathbb {N} }, {\displaystyle m>1,k>1} ist eine potente Zahl, aber keine Achilles-Zahl, weil Achilles-Zahlen keine perfekte Potenz sein dürfen. {\displaystyle \Box }
- Sei eine Zahl {\displaystyle n=p_{1}^{a_{1}}\cdot p_{2}^{a_{2}}\ldots p_{k}^{a_{k}}} eine potente Zahl (es muss also {\displaystyle \operatorname {min} (a_{1},a_{2},\ldots a_{k})\geq 2} gelten). Dann ist {\displaystyle n} eine Achilles-Zahl, wenn gilt:

{\displaystyle \operatorname {ggT} (a_{1},a_{2},\ldots a_{k})=1}